# 林朴入門入
（1670年—1740年），日本圍棋棋手，本名片岡因的，為本因坊道策的門徒。
1705年升上上手，過繼給第三世林門入當養子，改名林因竹，隔年繼任林家家督，改名林門入。同年出賽御城碁。
在名人碁所道節死後，遺書希望眾人能推舉當時最強的本因坊道知繼任為新名人，但是門入面對小自己20歲的師弟，可能心裡上不痛快，而聯合同樣是道知師兄的井上家家督因節因碩，與道知手下敗將安井仙角，一同冷落道知，之後惹火了道知，而對三家下爭碁戰帖而狼狽不堪（詳見道知頁面）。
1720年立道知的門徒井家道藏為跡目，改號因長，隔年道知就任碁所而要求升上準名人。1726年12月29日退休，傳位給因長，退休後改號朴入，與第一世林門入齋有同樣的稱號，所以門入齋又改稱古朴入，而第四世林門入又稱林朴入門入。

## 外部連結
日本圍棋故事